# Nkoya (langue)
Pour les articles homonymes, voir Nkoya.
Le nkoya est une langue bantoue parlée en Zambie par la population nkoya.